# Parafia św. Mikołaja w Telszach
Parafia św. Mikołaja – prawosławna parafia w Telszach, w dekanacie kłajpedzkim eparchii wileńskiej i litewskiej Rosyjskiego Kościoła Prawosławnego.
Parafia została erygowana w 1840. Początkowo nabożeństwa w niej były odprawianie w prywatnym domu. W 1867 została wzniesiona murowana cerkiew św. Mikołaja w stylu bizantyjsko-ruskim. W 1923 reprezentanci rzymskokatolickiej diecezji żmudzkiej wystąpili o zwrot parceli razem z cerkwią, wzniesionej na miejscu zniszczonego kościoła. W 1932 wyrokiem sądowym otrzymali jedynie nakaz zwrotu ziemi lub wypłaty stosownego odszkodowania. Ostatecznie parafia prawosławna oddała katolikom budynek cerkwi, zamienionej na katolicki kościół Wniebowzięcia Najświętszej Marii Panny w zamian za rekompensatę w wysokości 32 590 litów.
Na potrzeby prawosławnych mieszkańców Telsz (834 parafian w 1937) została wzniesiona nowa cerkiew, której projekt wykonał Władimir Kopyłow. Cerkiew powstawała w latach 1935–1938 i została otwarta rok później. Władze radzieckie zarejestrowały parafię w 1948.
W 2018 r. parafia liczyła około 20 wiernych.